# 维勒默勒伊
维勒默勒伊（法語：Villemereuil，法語發音：[vilməʁœj]）是法国奥布省的一个市镇，位于该省中部偏南，属于特鲁瓦区和特鲁瓦香槟都会城市圈公共社区，其市镇面积为7.81平方公里，2022年1月1日时人口数量为240人。
维勒默勒伊是特鲁瓦香槟都会城市圈公共社区的组成部分，位于特鲁瓦市区以南大约12公里。

## 行政
维勒默勒伊的邮政编码为10800，INSEE市镇编码为10416。

## 地理

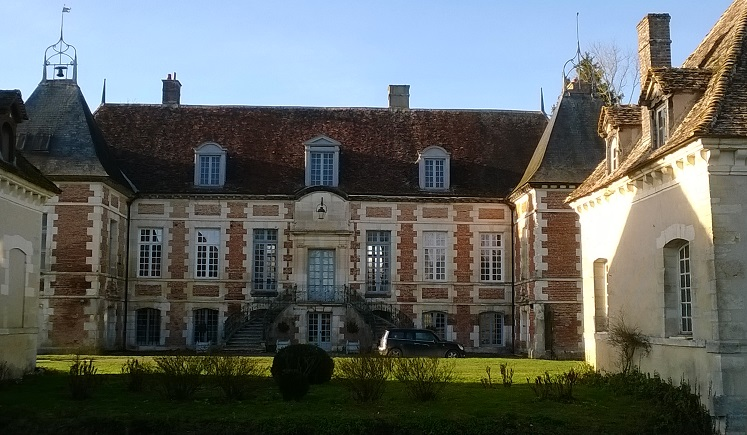
维勒默勒伊城堡

维勒默勒伊（48°11'58"N, 4°5'14"E）位于法国中北部偏东，大东部大区西南部和奥布省中部偏南。
与维勒默勒伊接壤的市镇包括：莱博尔德欧蒙、伊勒欧蒙、穆塞、龙斯奈、圣普昂日、维利勒布瓦、维伊勒马雷沙勒。
维勒默勒伊属于塞纳河流域，莫涅河流经境内，境内地势平坦。
按照柯本气候分类法，维勒默勒伊属于温带海洋性气候，全年温差较小，降水分布均匀。

## 历史
维勒默勒伊历史上长期为一普通村落。

## 交通
奥布省省道D25线和D123线经过镇中心，另有省道D109线从维勒默勒伊西部过境。

## 政治
现任维勒默勒伊市长为热拉尔·德·维勒默勒伊先生（Gérard De Villemereuil）。

## 人口
| 年份   | 1936 | 1946 | 1954 | 1962 | 1968 | 1975 | 1982 | 1990 | 1999 | 2006 | 2011 | 2016 | 2017 |
| ------ | ---- | ---- | ---- | ---- | ---- | ---- | ---- | ---- | ---- | ---- | ---- | ---- | ---- |
| 人口數 | 203  | 207  | 186  | 169  | 160  | 165  | 164  | 225  | 229  | 235  | 237  | 244  | 247  |

## 景点
维勒默勒伊城堡是当地的代表性建筑物，已于1971年被列入法国国家文物保护单位。